# La presidenta municipal
La presidenta municipal es una película de comedia y política mexicana de 1975, escrita y dirigida por Fernando Cortés, y protagonizada por María Elena Velasco «La India María», Adalberto Martínez «Resortes», Fernando Soto «Mantequilla», Joaquín García «Borolas», Manuel «El Flaco» Ibáñez, Leopoldo «Polo» Ortín, Rosita Bouchot y Rosa Furman.Esta película presenta el primer papel protagónico de la actriz y cantante Rosita Bouchot, luego de su debut en la película Mecánica nacional (1972), y más conocida por interpretar a Patty en la serie de televisión El Chavo del 8. Fue filmada el 11 de septiembre de 1975 y rodada en Tlayacapan, Morelos, México.

## Sinopsis
La India María Cruz es alfarera y vende sus figuras al estadounidense Peppermint. Un error en las papeletas electorales hace que aparezca su nombre en lugar del de cacique Mario y gana las elecciones para presidente municipal. Como tal decide abrir la iglesia, imponer tasas a la cantina y a los bebedores, promulga leyes para que la mitad de los jornales sean para las esposas de los trabajadores, organiza matrimonios colectivos y promueve la paternidad responsable. El cacique le ordena a un tipo que la enamore para que se despreocupe del gobierno, pero ella despide al galán. El cacique decide entonces secuestrarla, pero sus amigos Lencho y Peppermint la rescatan.

## Reparto
- María Elena Velasco «La India María» como María Nicolasa Cruz.
- Adalberto Martínez «Resortes» como Cabo Melquiádes.
- Pancho Córdova como  Mr. Peppermint
- Fernando Soto «Mantequilla» como Don Chepito Domínguez.
- Joaquín García «Borolas» como Secretario López (acreditado como Joaquín García).
- Raúl Meraz como Mario Nicanor Cruz.
- José Chávez Trowe como Pedro.
- Leopoldo Ortín como Licenciado Hugo T. Topillo
- Chis Chas como Pablo.
- Alfonso Zayas como Secretario Rodríguez.
- Manuel «Flaco» Ibáñez como Licenciado Cástulo Barrenillo.
- Antonio Bravo como Sacerdote.
- Rosita Bouchot como Chencha.
- Lupita Pallás como Epigmenia.
- Armando Arriola como Don Casimiro Buenavista.
- Ivan de Meriche as Rosendo.
- Rosa Furman como La Seca.
- Diana Ochoa como La Meca.
- Rolando Barral como Él mismo.
- Carlos Bravo y Fernández como Director de banda municipal (acreditado como Carlos Bravo).
- Queta Carrasco como Queta, esposa de Don Casimiro.
- María Andrea Cantú
- Angelina Cruz
- Yolanda de Fuentes como hija ilegítima.
- Gabriela de Fuentes como Gabriela Martínez.
- María Fernanda de Fuentes como María Fernanda Martínez.
- Gerardo Zepeda como Boticario.
- José L. Murillo como Don Salustio, cantinero.
- Lina Montes como Esposa del boticario.